# La răsărit de Eden
La răsărit de Eden (în engleză East of Eden) este un roman american scris de John Steinbeck (autor laureat al premiului Nobel pentru literatură). A fost publicat la 19 septembrie 1952 de Editura Viking. Autorul a considerat-o opera sa cea mai bună, iar lucrarea este considerată de mulți drept cel mai ambițios roman al lui Steinbeck. Autorul a spus mai târziu: „Cred că orice altceva am scris a fost, într-un anumit sens, practică pentru acest [roman].” Romanul a fost inițial adresat tinerilor fii ai lui Steinbeck, Thom și John (pe atunci 6 ani și respectiv 4 ani). Steinbeck a vrut să le descrie în detaliu Valea Salinas: atracții, sunete, mirosuri și culori.
La răsărit de Eden aduce la viață detaliile complicate ale două familii, Trask și Hamilton, precum și poveștile lor împletite. Se spune că familia Hamilton din roman se bazează pe familia din viața reală a lui Samuel Hamilton, bunicul matern al lui Steinbeck.  Un tânăr John Steinbeck apare, de asemenea, pe scurt în roman ca un personaj minor.
Cartea prezintă o anumit tip de relație și anume cea dintre părinți și copii, dar mai ales despre dragoste. Romanul prezintă de fapt povestea unor fii însetați de dragostea părinților lor. Cel mai puțin iubit dintre fii este mereu acela care își iubește cel mai mult tatăl.

## Traducere
Romanul a fost tradus în limba română de Any și Virgil Florea, și a apărut în anul 1973 la Editura pentru Literatură, în colecția „Biblioteca pentru Toți”.